# Frederick Gowland Hopkins
Frederick Gowland Hopkins, OM, PRS (Eastbourne, 20 de junho de 1861 – Cambridge, 16 de maio de 1947), foi um bioquímico britânico.
Descobriu e isolou o tripéptido glutatião, formado pelos aminoácidos ácido glutâmico, cisteína e glicina. Demonstrou a presença das vitaminas A e B no leite e investigou o papel do enxofre no metabolismo intermediário. Recebeu o Nobel de Fisiologia ou Medicina de 1929, compartilhado com Christiaan Eijkman, pela descoberta das vitaminas. Descobriu também o aminoácido triptófano em 1901.

## Linha de pensamento
Pessoas e animais precisam de nutrientes básicos, como carboidratos, proteínas e gorduras para viver e funcionar adequadamente. No entanto, quando Gowland começou a investigar a questão, houve várias indicações de que também necessitava de outras substâncias. Quando ele alimentou ratos jovens apenas com nutrientes puros, seu crescimento parou, mas bastou uma pequena quantidade de leite para que eles começassem a crescer novamente. A conclusão relatada por volta de 1910 foi que essas substâncias desconhecidas são necessárias em pequenas quantidades para os processos vitais. As substâncias passaram a ser conhecidas como vitaminas.

## Biografia
Frederick Gowland Hopkins nasceu em 20 de junho de 1861, em Eastbourne, Inglaterra. Seu pai, um livreiro em Bishopsgate Street, Londres, estava muito interessado em ciência, mas morreu quando Gowland era criança. Nos dez anos seguintes, Gowland morou com sua mãe em Eastbourne, mostrando quando criança gostos literários em vez de científicos, embora, quando sua mãe lhe deu um microscópio, ele estudasse a vida à beira-mar. Mas ele lia muito e escrevia rimas, e mais tarde especulou se não poderia ter se tornado, se tivesse sido encorajado a fazê-lo, um erudito clássico ou um naturalista. Mais tarde em sua vida, no entanto, sua habilidade literária acrescentou muito a todos os seus artigos e discursos científicos.
Em 1871 sua mãe foi morar em Enfield, e Gowland foi para a cidade de London School. Ele era um estudante brilhante em várias disciplinas e recebeu uma primeira classe em química em 1874. Mais tarde, como resultado de um exame no Colégio de Preceptores, ele recebeu um prêmio de ciência e, aos 17 anos , quando finalmente deixou a escola, publicou um artigo no The Entomologist sobre o besouro bombardeiro.
Depois de trabalhar por seis meses como balconista de seguros, Gowland foi contratado por um químico consultor e, posteriormente, depois de fazer um curso de química na Royal School of Mines, South Kensington, Londres, foi para o University College, em Londres, onde fez o Exame de Associado do Instituto de Química, e se saiu tão bem que Sir Thomas Stevenson, Analista de Home Office e especialista em envenenamento, o contratou como seu assistente. Ele tinha então 22 anos e participou de vários processos judiciais importantes. Ele então decidiu tirar seu London B.Sc. grau e se formou no menor tempo possível. Em 1888, quando ele tinha 28 anos, ele foi como estudante de medicina para o Guy's Hospital, em Londres, e imediatamente recebeu a bolsa Sir William Gull. Foi agraciado, nesse período, com a Medalha de Ouro em Química e com Honras em Matéria Médica.
Em 1894, aos 32 anos, formou-se em medicina e lecionou por quatro anos fisiologia e toxicologia no Guy's Hospital. Durante dois anos foi responsável pelo Departamento de Química da Clinical Research Association. Em 1896 ele publicou, com HW Brook, um trabalho sobre os derivados de halogênio de proteínas, e em 1898, um trabalho com SN Pinkus sobre a cristalização de albuminas sanguíneas. Em 1898, ao participar de uma reunião da Physiological Society em Cambridge, ele foi convidado por Sir Michael Foster para se mudar para Cambridge para desenvolver os aspectos químicos da fisiologia. A bioquímica não era, na época, reconhecida como um ramo separado da ciência e Gowland aceitou a nomeação. Dado um cargo de professor com um salário de £ 200 por ano, ele aumentou sua renda supervisionando alunos de graduação e dando tutoriais, fazendo também por alguns anos, após a morte de Sir Thomas Stevenson, trabalho a tempo parcial para o Ministério do Interior. Mais tarde, foi nomeado Fellow e Tutor no Emmanuel College, Cambridge.
Em 1902, ele recebeu um título de leitor em bioquímica e, em 1910, tornou-se membro do Trinity College e membro honorário do Emmanuel College. Em 1914 foi eleito para a Cátedra de Bioquímica da Universidade de Cambridge. Durante todo esse tempo ele teve que se contentar com, a princípio, uma pequena sala no Departamento de Fisiologia, e depois com acomodações no Laboratório Balfour; mas em 1925 conseguiu transferir seu Departamento para o novo Instituto Sir William Dunn de Bioquímica, construído para acomodá-lo.
Entre suas contribuições notáveis para a ciência estava a descoberta de um método para isolar o triptofano e para identificar sua estrutura.
Posteriormente, fez o trabalho que o conquistaria em 1929, junto com Christiaan Eijkman , que havia demonstrado a associação entre o beribéri e o consumo de arroz decorticado, o Prêmio Nobel.
Mais tarde, Gowland trabalhou com Walter Fletcher nas mudanças metabólicas que ocorrem nas contrações musculares e no rigor mortis. Gowland forneceu métodos exatos de análise e concebeu uma nova reação de cor para o ácido lático, e o trabalho pioneiro então realizado lançou as bases para o trabalho dos ganhadores do Prêmio Nobel, AV Hill e Otto Meyerhof , e também para muitos outros trabalhadores posteriores.
Em 1921 ele isolou uma substância que chamou de glutationa, que é, segundo ele, amplamente distribuída nas células de plantas e animais que estão se multiplicando rapidamente. Mais tarde, ele provou que era o tripeptídeo de ácido glutâmico, glicina e cisteína. Ele também descobriu a xantina oxidase, uma enzima específica amplamente distribuída nos tecidos e no leite, que catalisa a oxidação das bases purinas xantina e hipoxantina em ácido úrico. Gowland, assim, retornou aos ácidos úricos de seu primeiro trabalho, um método de determinação de ácido úrico na urina, que ele publicou pela primeira vez em 1891.
Gowland foi nomeado cavaleiro em 1925 e recebeu a Ordem do Mérito em 1935.
Ele foi premiado com a Medalha Real da Royal Society de Londres em 1918, e sua Medalha Copley em 1926. De 1930 até 1935 ele foi presidente da Royal Society, e encontrou pouco tempo para pesquisa. Durante este período, no entanto, exerceu grande influência sobre seus contemporâneos.
Em 1898, Gowland casou-se com Jessie Anne Stevens. Eles tiveram duas filhas, uma das quais Jacquetta Hawkes, é casada com JB Priestley, o autor.
De Palestras Nobel , Fisiologia ou Medicina 1922-1941 , Elsevier Publishing Company, Amsterdã, 1965
Esta autobiografia/biografia foi escrita na época do prêmio e publicada pela primeira vez na série de livros Les Prix Nobel . Mais tarde, foi editado e republicado em Nobel Lectures . Para citar este documento, sempre indique a fonte conforme mostrado acima.